# 小行星5829
小行星5829（5829 Ishidagoro）是一颗围绕太阳公转的小行星。1991年2月11日，大友哲、村松修在藤枝市发现了此天体。
該小行星以日本天文學家石田五郎命名。
这颗小行星的绝对星等为147.08954等。